# Burg Bartenstein
Die Burg Bartenstein (auch Burg Partenstein) ist die Ruine einer hoch- bis spätmittelalterlichen Burg über dem Ort Partenstein im bayerischen Spessart im unterfränkischen Landkreis Main-Spessart in Deutschland.

## Geografische Lage
Die Ruine der Höhenburg befindet sich in 240,5 m ü. NN Höhe auf einem nach Osten gerichteten Bergsporn des Schlossberges über dem Zusammenfluss von Lohr und Aubach, unmittelbar südwestlich des Ortes Partenstein.

## Name
Der Name Bartenstein besteht aus den mittelhochdeutschen Wörtern barte und stein. Sie bedeuten Beil und Felsen. Zwei Hellebarden sind auch heute noch im Partensteiner Wappen enthalten. Die Burg gab dem Ort seinen Namen.

## Geschichte

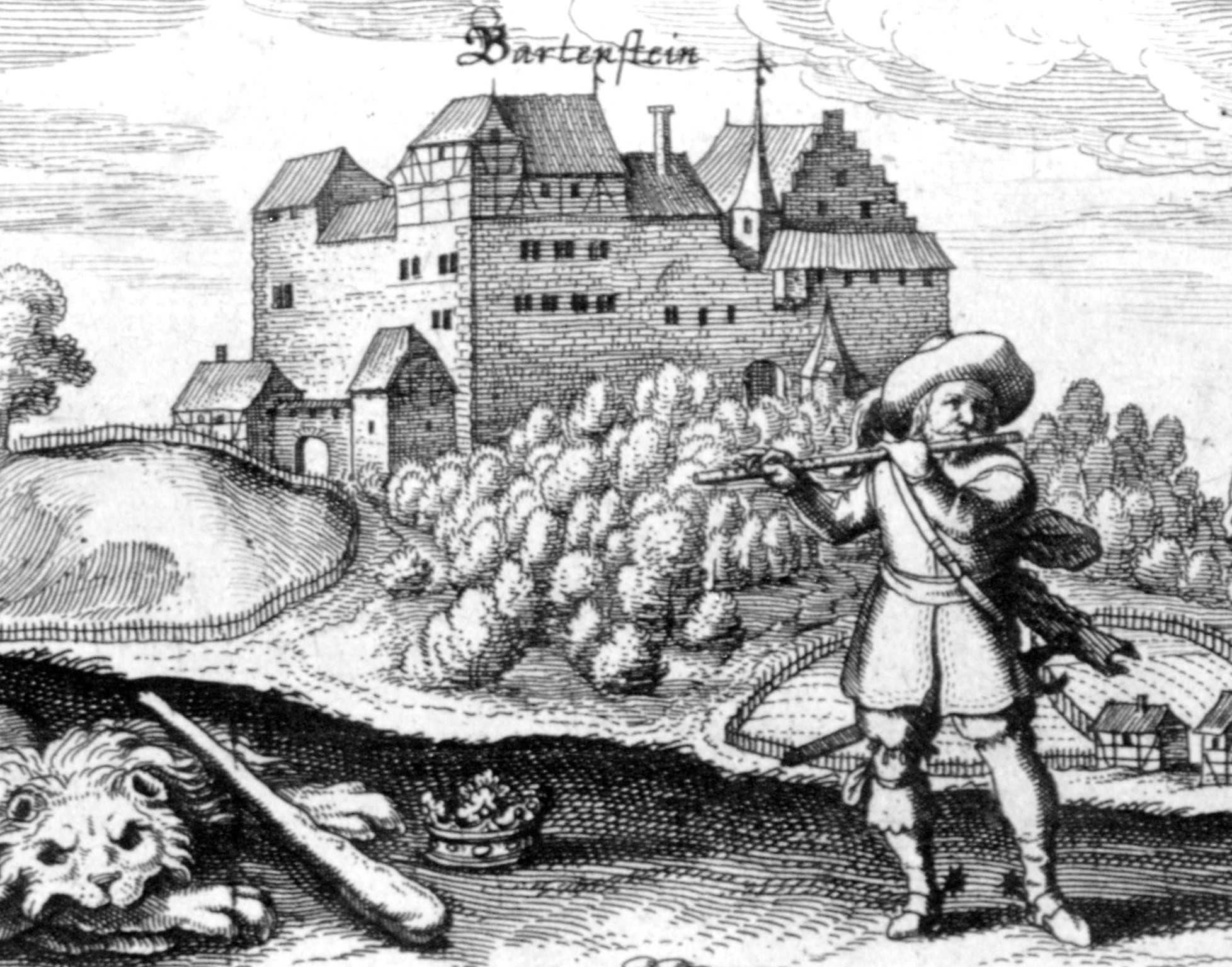
Johann Eckard Löffler: Burg Bartenstein

Burg Bartenstein wurde um 1180 von den Grafen von Rieneck auf einem Bergsporn erbaut. Die Burgherren überwachten damit den Handelsweg von Lohr zum Wegekreuz Wiesbütt. Außerdem befanden sich spätestens seit dem 14. Jahrhundert in der Nähe zahlreiche Glashütten. Die Burg war Verwaltungsmittelpunkt des Amtes Partenstein.
Unmittelbar benachbart entstand das Dorf Partenstein, dessen Ersterwähnung aus dem Jahr 1233 stammt.
1333 fiel die Burg an die Herren von Hanau, 1339 wurde sie zwischen Hanau und Mainz geteilt. Ihre Bedeutung sank seit dieser Zeit. Im 16. Jahrhundert wohnte der Mainzer Amtmann bereits außerhalb.
1633 wurde die Burg im Dreißigjährigen Krieg erobert und zerstört. Die Burg verfiel in der Folgezeit und wurde als Steinbruch genutzt.
Seit 2003 finden archäologische Untersuchungen der Ruine statt, über deren Ergebnisse auch eine Informationstafel vor Ort unterrichtet. Inzwischen sind der Zwinger, Reste der Burgmauer und des Zugangs zur Burg ergraben worden und werden zum Teil restauriert. Jährlich wird vor Ort ein Burgfest organisiert.